# Агано (річка)
Річка Агано (яп. 阿賀野川, латиніз.: Agano-gawa) — річкова система в регіоні Хокуріку на Хонсю, Японія. Її також називають Ага або Окава у Фукусімі. За японською класифікацією, річка класу А.
Витік — гора Аракай на кордоні Фукусіми та Тотігі. Тече на північ та зливається з річкою Ніппасі з озера Інавасіро та річкою Тадамі в басейні Айдзу, а потім повертає на захід і впадає в Японське море. Довжина Агано — 210 км. Площа водозбору — 7 710 км². Приблизно 560 000 людей живуть у басейні річки.
У 1964—1965 роках хімічний завод у містечку Каносе в префектурі Ніігата здійснив викид метилртуті в річку, що спричинило хворобу Мінамата.
На річці Агано є кілька гідроелектростанцій:
- Електростанція Інавасіро (107,5 МВт) побудована кількома етапами в 1899—1940 роках. Місце першої в Японії лінії електропередачі високої напруги великої дальності.
- Електростанція Нумазаванума (43,7 МВт), побудована в 1952 році.[4] Перша гідроакумулювальна електростанція в Японії.

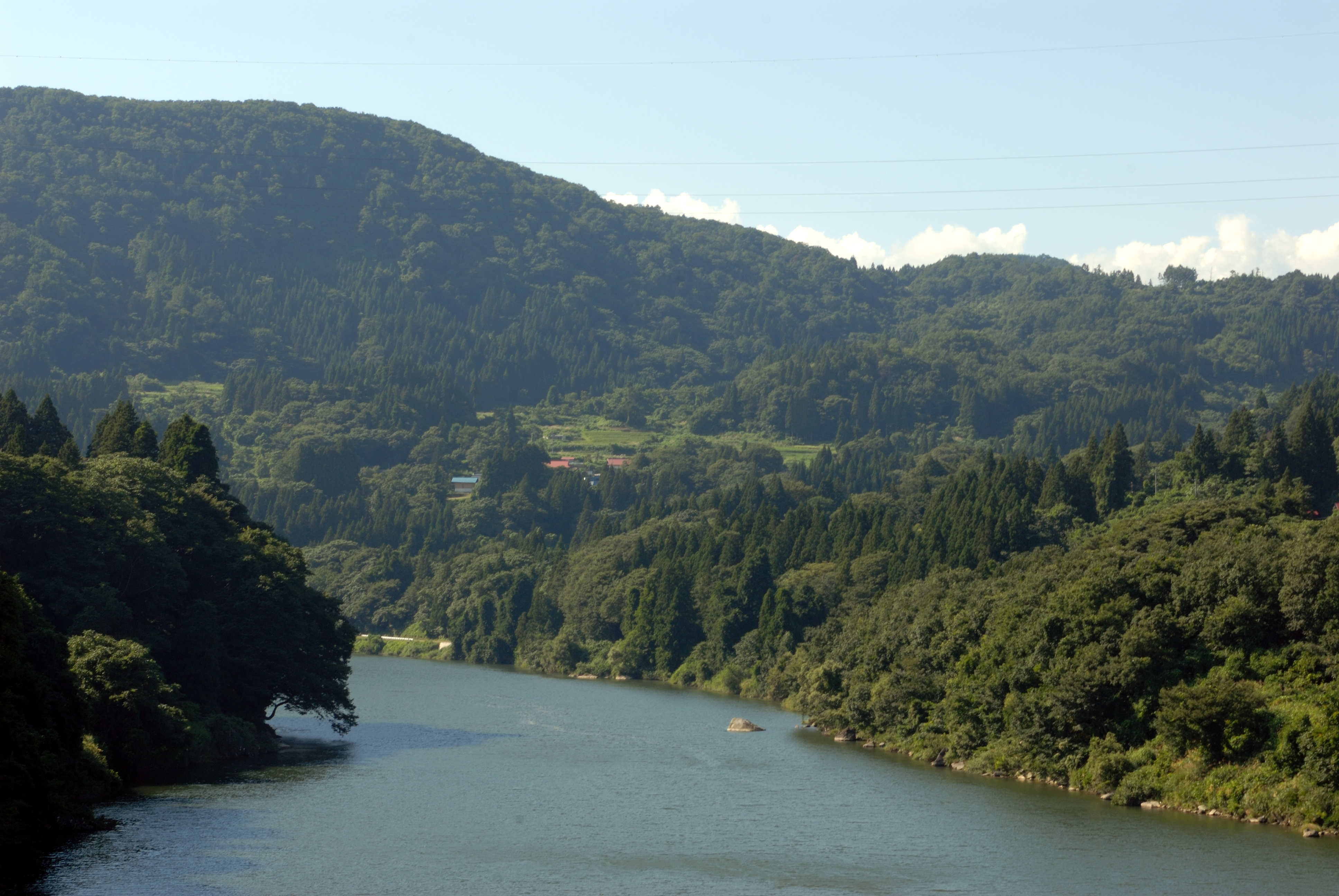
Річка Агано біля Кітакати
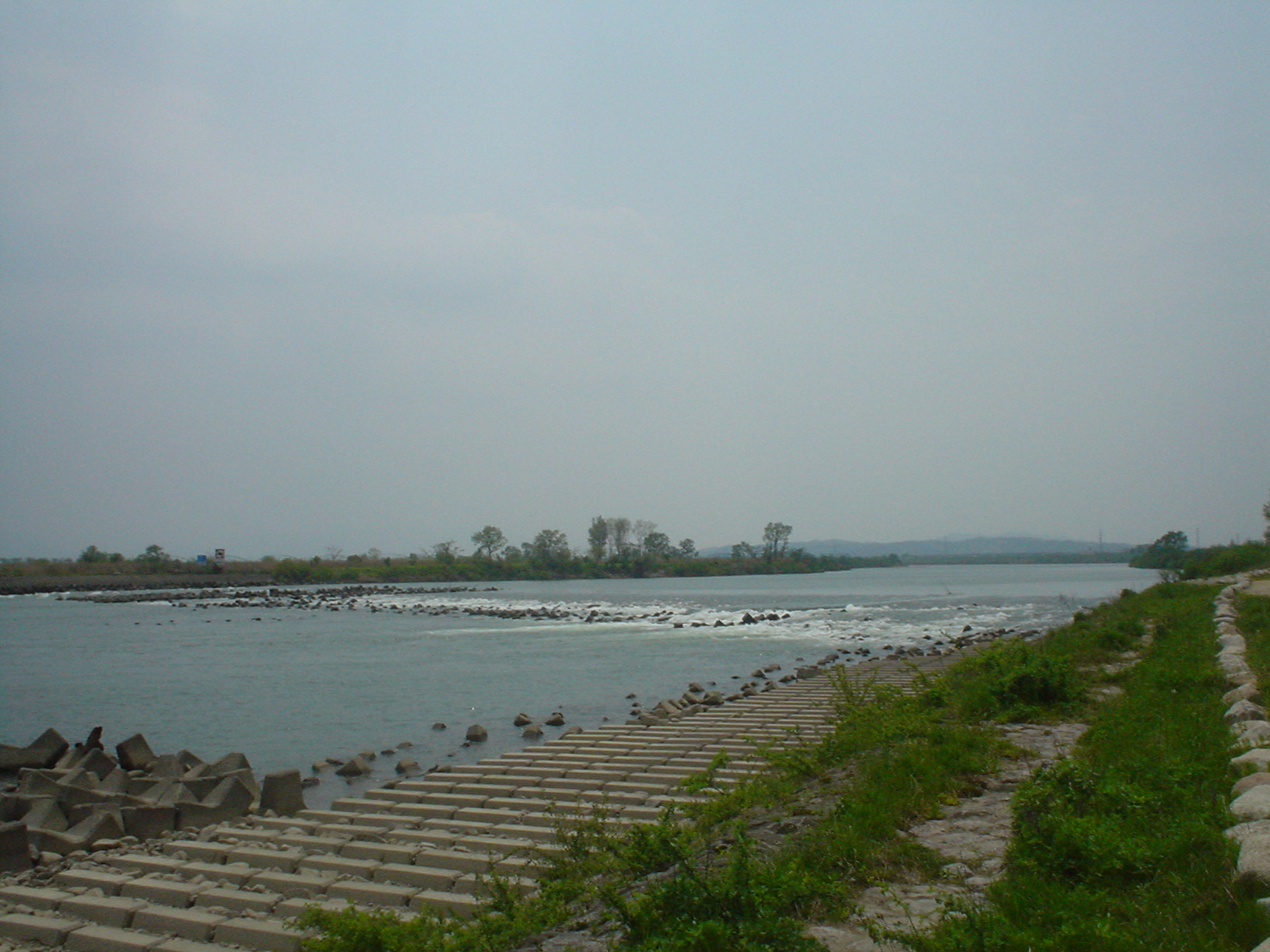
Річка Агано в Конан-ку,Ніігата, 5/5/2007